# Kew (Merseyside)
Kew – wieś w Anglii, w hrabstwie ceremonialnym Merseyside, w dystrykcie metropolitalnym Sefton. Leży 26 km na północ od centrum Liverpool i 305 km na północny zachód od Londynu.